# Standard Terminal Arrival Route

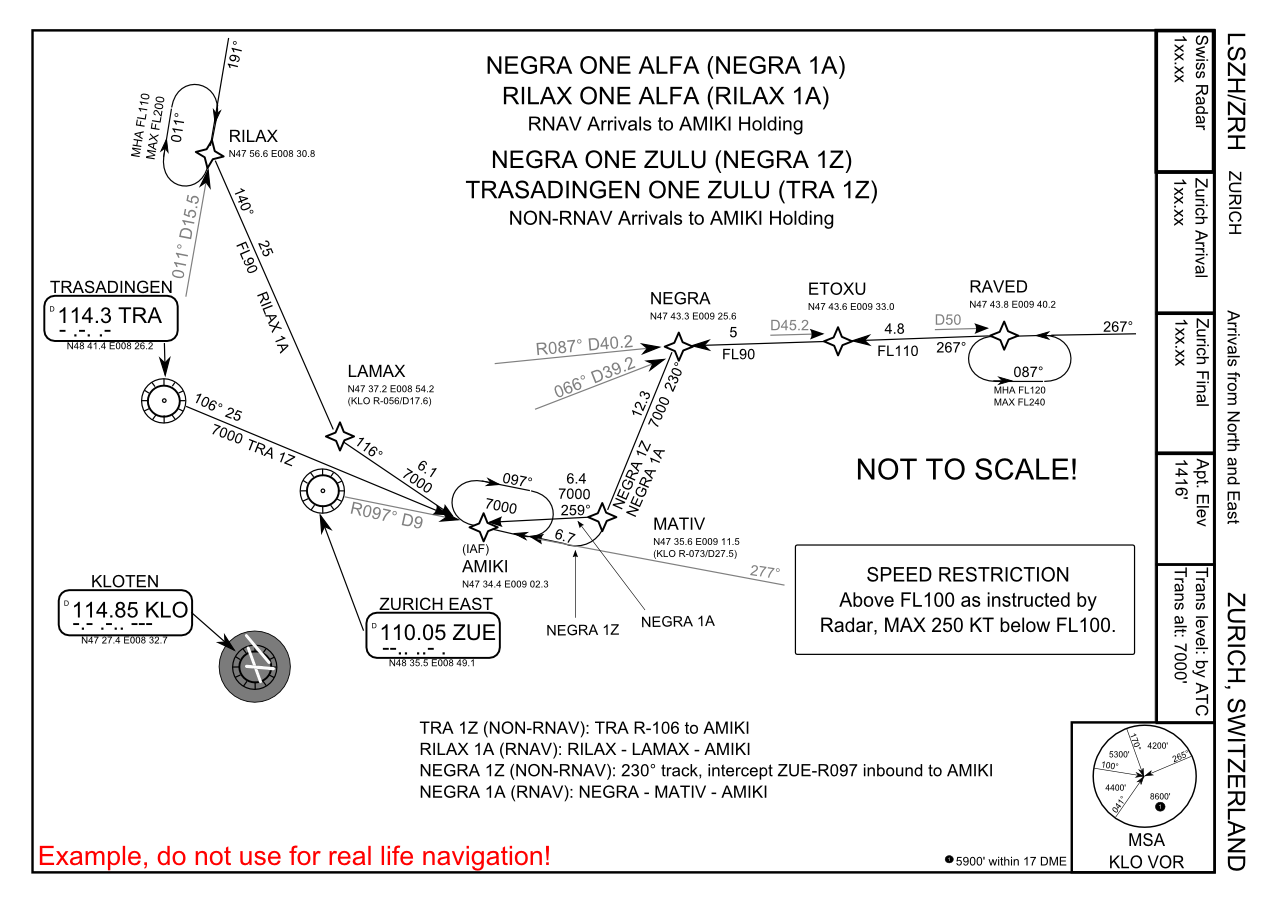
STARs für den Flughafen Zürich, Ankünfte von Norden. Alle Routen führen zum IAF AMIKI, von dort wird der Verkehr durch die Flugsicherung zum Endanflug geleitet oder verbleibt zunächst in der Warteschleife.

In der Luftfahrt sind Standard Terminal Arrival Routes (auch STAR) festgelegte Strecken, die ein Flugzeug mit IFR-Flugplan zum Erreichen des Zielflugplatzes abfliegen kann. STARs beginnen an sogenannten Transitions, Wegpunkten auf einer Luftstraße, an denen vom Reiseflug übergeben wird, und werden in der Regel auch nach diesen benannt. Das Ende der STAR ist der Übergabepunkt zum Initial Approach (Initial Approach Fix, IAF). Hier befindet sich meistens eine Warteschleife um den ankommenden Verkehr bei Bedarf puffern zu können. Von dort aus führt der Initial Approach zum IF (Intermediate Fix), ab dem der Intermediate Approach beginnt und schließlich zum FAF (Final Approach Fix) oder zum FAP (Final Approach Point – bei einem ILS-Anflug), wo der Final Approach beginnt, der mit der Landung am Zielflugplatz endet. Standard Terminal Arrival Routes werden von der Flugsicherung des Landes geplant und veröffentlicht; genehmigt werden sie in Deutschland vom Bundesaufsichtsamt für Flugsicherung (BAF) per Durchführungsverordnung (DVO). Ihr Gegenstück sind die Standard Instrument Departures (SIDs).
Definiert werden die Anflugrouten durch Wegpunkte und Funknavigationshilfen (VORs, DMEs, NDBs). Außerdem werden Mindestflughöhen ausgewiesen, die ein sicheres Überqueren von Hindernissen garantieren. Bei der Planung von STARs fließen maßgeblich lärm- und sicherheitstechnische Aspekte mit ein. So soll (auch abhängig von der Uhrzeit) der Überflug von Ortschaften oder besonders empfindlichen Anlagen (Chemiewerke, Kernkraftwerke) vermieden werden. Je nach Verkehrslage, Flugplänen und Flugzeugtypen sind teilweise mehrere alternative Flugkorridore möglich.
In Europa sind STARs so genau festgelegt, dass ein Flugzeug nach Freigabe durch die Flugsicherung nahezu selbständig bis zum IAF fliegen kann, wodurch sich Freigabeprozeduren vereinfachen. Durch die Verwendung von STARs ist die Staffelung der Flugzeuge für die Flugsicherung wesentlich einfacher. Sie muss aber dennoch die auf einer STAR liegenden Warteschleifen permanent überwachen und darauf achten, dass die Mindestabstände der Flugzeuge eingehalten und die erteilten Anweisungen befolgt werden.